# Sydney Barnes
Sydney Francis Barnes (19 avril 1873 - 26 décembre 1967) est un joueur de cricket professionnel anglais, considéré comme l'un des meilleurs lanceurs de tous les temps. Il est droitier et joue à un rythme qui variait de moyen à rapide-moyen avec la capacité de lancer aussi bien en swing qu'en spin. 
En Test cricket, Barnes joue pour l'Angleterre 27 fois de 1901 à 1914, remportant 189 guichets à 16,43, l'une des moyennes de lancer les plus basses jamais atteintes. En 1911–1912, il aide l'Angleterre à gagner The Ashes en prenant notamment 34 guichets dans la série contre l'Australie. En 1913–14, sa dernière série de tests, il remporte un record mondial de 49 guichets contre l'Afrique du Sud.
Barnes est inhabituel en ce que, malgré une très longue carrière de joueur de haut niveau, il ne passe qu'un peu plus de deux saisons en first-class cricket, représentant brièvement le Warwickshire (1894 à 1896) et le Lancashire (1899 à 1903). Au lieu de cela, il préfère le cricket de ligue et des comtés mineurs pour des raisons principalement professionnelles. Il joue pendant deux périodes pour l'équipe de Staffordshire dans le championnat des comtés mineurs de 1904 à 1914 et de 1924 à 1935. Il joue exclusivement pour le Saltaire Cricket Club dans la Bradford League de 1915 à 1923. Il est le premier joueur inscrit au ICC Cricket Hall of Fame.

## Jeunesse
Barnes est né le 19 avril 1873 à Smethwick, Staffordshire,. Il est le deuxième fils de cinq enfants dont le père, Richard, a vécu presque toute sa vie dans le Staffordshire, travaillant pendant 63 ans à la Muntz Metal Company qui était basée à Selly Oak, Birmingham. Son père et ses frères ne jouaient pas beaucoup au cricket.

## Travail en dehors du cricket
En dehors du cricket, Barnes travaille comme commis dans une mine de Staffordshire jusqu'en 1914, puis au Staffordshire County Council où il devient habile en calligraphie. Même dans les années quatre-vingt-dix, ses compétences en tant qu'inscripteur de documents juridiques sont demandées. En 1957, on lui demande de présenter un rouleau manuscrit à Elizabeth II pour commémorer sa visite à Stafford.

## Approche et technique
Barnes joue avec une intention d'attaque constante, utilisant régulièrement des variations.
Il peut lancer des balles qui balancent et/ou tournent dans les deux sens, dans une gamme de vitesses (principalement rapide-moyenne). Il réalise notamment des sauts de jambes  sans rotation du poignet. La rotation provient uniquement de la torsion exercée par ses doigts (décrits comme longs) plutôt que par l'effet de levier du poignet ou du coude.
Barnes est décrit comme mesurant plus de six pieds de haut (environ 1,82 m) et maintenant une posture droite avec de larges épaules, une poitrine profonde, de longs bras et des jambes solides, une stature parfaite pour un lanceur selon John Arlott,. 
Il est habile à cacher son rythme et peut produire des lancers qui sont à la fois sensiblement plus rapides et plus lents que son rythme moyen rapide habituel. Barnes se considère essentiellement comme un lanceur de spin. 

## Personnalité
Barnes est un personnage controversé, Cardus déclarant qu'il n'est pas un homme facile à gérer sur le terrain et qu'il est un lanceur hostile, ne laissant pas de repos au batteur.

## Dessins animés Hollowood
Bernard Hollowood dessiné deux caricatures de Barnes, qui figurent dans son livre Cricket on the Brain,.

## Vie privée
Barnes épouse Alice Maud Taylor (née Pearce) en 1903 et ils ont un enfant, un fils appelé Leslie qui prend les photos de la biographie de Barnes écrite par Wilfrid S. White.
Plus tard, Barnes devient ami avec Pelham Warner.
Barnes meurt en 1967 à son domicile de Chadsmoor, Cannock, Staffordshire.

## Prix et hommages
Dans l'édition 1963 de Wisden Cricketers' Almanack, Barnes est sélectionné par Neville Cardus comme l'un des "Six Giants of the Wisden Century". Il s'agit d'une sélection commémorative spéciale demandée par Wisden pour sa 100e édition. Les cinq autres joueurs choisis sont Don Bradman, WG Grace, Jack Hobbs, Tom Richardson et Victor Trumper. 
Peu de temps après, écrivant dans l'édition de mai 1963 de The Cricketer, John Arlott publie un hommage à Barnes qui commémorait son 90e anniversaire. Arlott écrit que de ceux qui ont joué avec ou contre Barnes, "(ils) n'avaient aucun doute qu'il était seul - le plus grand lanceur qui ait jamais vécu". 
En 2008, lors de la publication des "ICC Best-Ever Test Championship Ratings", la note rétrospective de Barnes de 932 à la fin de la série 1913/14 est la plus élevée jamais atteinte. En 2009, Barnes est le membre inaugural du ICC Cricket Hall of Fame. Pour marquer les 150 ans de l'Almanach des joueurs de cricket, Wisden l'a nommé dans un Test World XI de tous les temps.